# Fazliddin Gaibnazarov
Fazliddin Hasanbaevitsj Gaibnazarov (Bekabad, 16 juni 1991) is een bokser uit Oezbekistan. Hij werd olympisch kampioen in de halfweltergewichtklasse op de Olympische Spelen van 2016.  Hij deed ook mee in 2012 in de lichtgewichtklasse maar verloor in de kwartfinale van Han Soon-chul. Ook won hij zilver op het wereldkampioenschap boksen in 2015. 
Gaibnazarov heeft in totaal 13 professionele partijen op zijn naam staan. Hij won 11 wedstrijden.

## Erelijst

### Olympische Spelen
- 2016 in Rio de Janeiro, Brazilië (−64 kg)

### Wereldkampioenschappen
- 2015 in Doha, Qatar (–64 kg)

1952: Charles Adkins ·
1956: Vladimir Jengibarjan ·
1960: Bohumil Němeček ·
1964: Jerzy Kulej ·
1968: Jerzy Kulej ·
1972: Ray Seales ·
1976: Ray Leonard ·
1980: Patrizio Oliva ·
1984: Jerry Page ·
1988: Vjatsjeslav Janovski ·
1992: Héctor Vinent ·
1996: Héctor Vinent ·
2000: Moechammadkadyr Abdoellajev ·
2004: Manus Boonjumnong ·
2008: Manuel Félix Díaz ·
2012: Roniel Iglesias ·
2016: Fazliddin Gaibnazarov